# High Times
«Хай Таймс» (англ. High Times) — ежемесячный цветной журнал в США объёмом в 100 страниц, полностью посвящённый конопляной тематике. Публикации журнала охватывают широкий круг тем, связанных с психотропной коноплей: выращивание, селекция, медицинское и рекреационное применение, юридические аспекты, антипрогибиционистское движение. Много внимания уделяется тем областям современной культуры, в которых широко практикуется употребление психотропных препаратов конопли (в первую очередь, хип-хопу, регги и экстремальному спорту).
Журнал основан в 1974 году видным деятелем американского контркультурного движения Томасом Кингом Форкейдом (Forcade) как периодическое издание, посвященное «пропаганде, защите и сохранению альтернативной культуры». «Конопляная тема» сразу же заняла в нём видное место и к 1990-м годам стала доминирующей.
В 1980-х и 1990-х годах в журнале в качестве корреспондента работал известный активист-антипрогибиционист Эд Розенталь. В настоящее время должность главного редактора занимает Крис Симунек, редактор отдела культивации — Дэнни Данко. Регулярную колонку в журнале ведёт Хорге Сервантес.
В настоящее время «Хай Таймс» является самым многотиражным и наиболее влиятельным из периодических изданий, посвященных конопле.